# شهرداری بلد
شهرداری بلد (به لاتین: Municipality of Bled) یک منطقهٔ مسکونی در اسلوونی است که در اسلوونی واقع شده‌است. شهرداری بلد ۷۲ کیلومتر مربع مساحت و ۷٬۸۳۵ نفر جمعیت دارد.

## خواهرخوانده
شهر بریکسن خواهرخواندهٔ شهرداری بلد هست.